# Beleuchtungssystem (Optik)

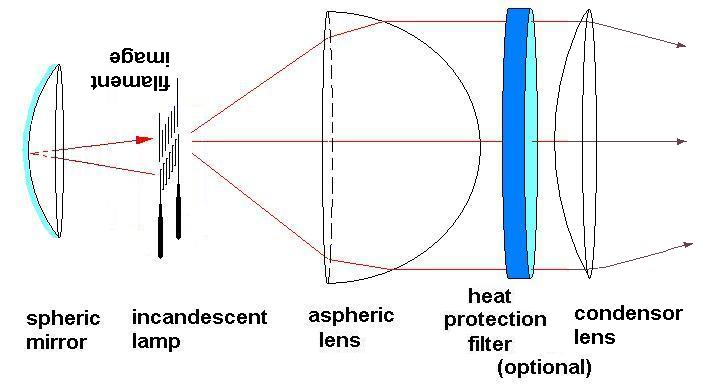
Beleuchtungssystem eines Diaprojektors:
links: Kugelspiegel zur Verdoppelung der Lichtmenge;
rechts: Kondensor (2 Linsen, dazwischen Wärmeschutzfilter); Dia (nicht gezeichnet; sein Halter liegt in der Regel direkt an rechter Kondensorlinse)

Ein Beleuchtungssystem dient in optischen Geräten zum Bündeln des von einer Lichtquelle stammenden Lichtstroms  und zur gleichmäßigen Ausleuchtung von abzubildenden Objekten.
Es ist Teil solcher abbildender optischen Systeme, im Wesentlichen eines Projektionsgerätes oder eines Mikroskops, wobei dem abbildenden optischen System außer einer Lichtquelle eine Beleuchtungsoptik vorgesetzt ist. Aufgabe der Beleuchtungsoptik ist,
- möglichst viel Licht von einer relativ kleinen leuchtenden Fläche für den Abbildungsvorgang nutzen zu können und
- das Objekt so gleichmäßig wie möglich zu beleuchten.

Neben der Lampe (Leuchtmittel) ist der Kondensor wesentliches Teil eines Beleuchtungssystems, das deshalb oft nur als Kondensor bezeichnet wird.
Leuchtmittel sind z. B. eine Kohlebogenlampe (veraltet), eine Halogenglühlampen oder eine Höchstdruck-Gasentladungslampen. Wenn das Leuchtmittel in den gesamten Raumwinkel abstrahlt, befindet sich auf der Rückseite oft ein Hohlspiegel, mit dessen Hilfe sich die Lichtausbeute in etwa verdoppeln lässt. Das Leuchtmittel wird auf  sich selbst abgebildet. Bei Leuchtmitteln mit Glühwendeln wird das Spiegelbild seitlich ein wenig versetzt, damit die Wendeldrähte von Original und Spiegelbild nicht aufeinander liegen. Der Leuchtfleck wird gleichmäßiger hell.
Zwischen der Beleuchtungs- und der Abbildungsoptik entsteht ein sogenannter verflochtener Strahlengang, der das gemeinsame Kennzeichen optischer Abbildungseinrichtungen mit künstlicher Lichtquelle ist:
In einem verflochtenen Strahlengang fallen die Luken des Beleuchtungsstrahlengangs mit den Pupillen des Abbildungsstrahlungsgangs zusammen.
Bei einem Projektor ist zum Beispiel der Leuchtflächenrand der Lampe bereits Begrenzung für das Lichtbündel (kleiner Apertur-Winkel), mit dem die  Vorlage (Dia) abgebildet wird. Weil die Leuchtfläche sehr klein ist, wäre die Projektion zu lichtschwach. Deshalb wird sie mit Hilfe eines Kondensors als Feldlinse vergrößert in das Projektionsobjektiv abgebildet, wo sie als vergrößerte Eintrittspupille wirkt. Für die Lichtoptik mit Kondensor ist sie Austrittsluke.
Um die thermische Belastung der beleuchteten Gegenstände zu reduzieren, können im Strahlengang zusätzlich Wärmeschutzfilter eingebaut werden, die gegebenenfalls auch noch durch einen Luftstrom gekühlt werden können. Zunehmend werden auch Projektoren mit Leuchtdioden als Lichtquelle gebaut, die sich durch eine relativ geringe Wärmestrahlung auszeichnen.

## Köhlerscher Beleuchtungsstrahlengang
Bei einem Mikroskop wird meistens die Köhlersche Beleuchtungseinrichtung verwendet, wobei zwei beleuchtende und ein abbildender Strahlengang miteinander verflochten sind. Dem Kondensor ist noch eine Kollektorlinse vorgeschaltet. Die Lichtquelle ist dadurch weiter vom abzubildenden Objekt entfernt, wodurch es weniger erwärmt wird. Der Kollektor bildet die Lichtquelle vor dem Kondensor in seiner Brennebene ab. Dort befindet sich eine einstellbare Aperturblende, mit der der Beleuchtungswinkel des abzubildenden Objektes eingestellt und an die numerische Apertur des Objektives angepasst werden kann. In Brennweitenabstand hinter dem Kollektor gibt es eine weitere einstellbare Blende. Sie heißt Leuchtfeldblende und wird mit Hilfe des Kondensors in die Objektebene abgebildet. Dadurch kann die beleuchtete Fläche dort auf das Bildfeld des Objektives beschränkt und somit störende umgebende Helligkeit ferngehalten werden (Streulicht). Die Leuchtfeldblende am  Kollektor ist Eintrittspupille des Beleuchtungssystems und  Eintrittsluke des abbildenden Systems.